# Андора на Европском првенству у атлетици на отвореном 2016.
Андора је учествовала на 23. Европском првенству 2016. одржаном у Амстердаму, Холандија, од 6. до 19. јулa. Ово је било седмо европско првенство у атлетици на отвореном на којем је Андора учествовала. Репрезентацију Андоре представљало је троје спортиста који су се такмичили у три дисциплине.
Представници Андоре нису освојили ниједну медаљу, а није оборен ниједан рекорд.

## Учесници
| Мушкарци: - Микел де Са — 200 м - Пол Моја — 800 м | Жене: - Клаудија Гури — Скок увис |  |

## Резултати

### Мушкарци
| Атлетичар   | Дисциплина | Лични рекорд | Квалификације | Квалификације | Полуфинале           | Полуфинале           | Финале               | Финале        | Детаљи |
| Атлетичар   | Дисциплина | Лични рекорд | Резултат      | Место         | Резултат             | Место                | Резултат             | Место         | Детаљи |
| ----------- | ---------- | ------------ | ------------- | ------------- | -------------------- | -------------------- | -------------------- | ------------- | ------ |
| Микел де Са | 200 м      | 22,37        | 22,74         | 8. у гр. 2    | Није се квалификовао | Није се квалификовао | Није се квалификовао | 33. / 33 (35) |        |
| Пол Моја    | 800 м      | 1:48,75      | 1:50,03       | 5. у гр. 4    | Није се квалификовао | Није се квалификовао | Није се квалификовао | 19. / 29 (30) |        |

### Жене
| Атлетичар     | Дисциплина | Лични рекорд | Квалификације | Квалификације | Финале                | Финале   | Детаљи |
| Атлетичар     | Дисциплина | Лични рекорд | Резултат      | Место         | Резултат              | Место    | Детаљи |
| ------------- | ---------- | ------------ | ------------- | ------------- | --------------------- | -------- | ------ |
| Клаудија Гури | Скок увис  | 1,79         | 1,75          | 13 у гр. Б.   | Није се квалификовала | 26. / 26 |        |